# 野津喬
野津 喬（のづ たかし、1945年〈昭和20年〉9月19日 - 2017年〈平成29年〉11月24日）は、日本の経営者。オハヨー乳業、カバヤ食品各社長を務めた。長男は池田基煕（旧名：野津基弘、旧岡山藩主池田家第16代当主池田隆政の妻で昭和天皇第4皇女池田厚子の養子）。

## 来歴
岡山県総社市出身。野津克巳の長男。1968年に慶應義塾大学商学部を卒業、同年にオハヨー乳業に入社し、常務にも就任。1971年に副社長に就任し、1975年には社長に昇格。
2015年から日本カバヤ・オハヨーホールディングス会長を務めた。カバヤ食品社長や岡山日日新聞社社長や日本青年会議所会頭なども務めた。
2017年11月24日に急性心不全のために死去。72歳没。

## 人物
趣味はゴルフ、読書。住所は岡山市国富。

## 家族・親族
野津家
- 父・克巳[5]（1917年 - 2002年、オハヨー乳業創業者）
- 妻・圭子（尚裕の三女）[6]
- 長男・基弘[1]（1971年 - ）
- 長女・尚子[1]（元内閣府特命担当大臣・井上信治の妻）

親戚
- 妻の父・尚裕（侯爵、尚家第22代当主）
- 伯父・野津康雄（岡山日日新聞社長）[1]